# Lamberto di Baviera
Lamberto di Baviera, noto anche come Lanfrido (prima del 636 – dopo il 680), fu reggente del Ducato dei Bavari per un breve periodo nel 680.

## Biografia
Lamberto era figlio dell'agilolfingio Teodone I e Gaila, figlia di Gisulfo II del Friuli.
Lamberto è uno dei protagonisti della tradizione agiografica su sant'Emmerano. Secondo la leggenda, sua sorella Uta era incinta del proprio amante, il figlio di un servitore di Teodone, e temendo la rabbia del padre, confessò tutto a sant'Emmerano. Sant'Emmerano, che stava partendo alla volta di Roma, consigliò a Uta di dire che il padre del figlio che portava in grembo era Emmerano stesso. Lamberto, sentendosi oltraggiato, con alcuni militi andò incontro a Emmerano per costringerlo a sposare la sorella, salutandolo con la famosa frase:
Tuttavia, Emmerano respinse le minacce e per questo venne ucciso e il suo cadavere fatto a pezzi. Quando Teodone scoprì l'accaduto e la figlia gli raccontò la verità, il duca fece trasportare i resti del santo a Ratisbona.
Alla morte del padre, Lamberto ne divenne il successore. Nel 680 sua sorella abbandonò la Baviera per contrarre matrimonio con un aristocratico straniero. Nello stesso anno Lamberto fu deposto e sostituito da Teodone II per volontà del re dei Franchi Teodorico III. Fu esiliato presso gli Avari, con i quali rimase fino alla morte.